# Лесной (городской округ город Дзержинск)
Лесно́й — кордон в составе городского округа «Дзержинск» Нижегородской области. Административно подчинён Пырскому сельсовету (центр — посёлок Пыра).
В Лесном существует одна улица — Короткий переулок.